# Länsväg 200
De Zweedse weg 200 (Zweeds: Länsväg 200) is een provinciale weg in de provincie Västra Götalands län in Zweden en is circa 76 kilometer lang.

## Plaatsen langs de weg
- Skövde
- Väring
- Tidan
- Moholm
- Töreboda
- Älgarås
- Hova
- Gullspång

## Knooppunten
- Riksväg 26 bij Skövde (begin)
- Länsväg 201 bij Moholm
- Länsväg 202: stukje gezamenlijk tracé, bij Töreboda
- E20: gezamenlijk tracé, bij Hova
- Riksväg 26 bij Gullspång (einde)